# 7019 Таґаюйтян
7019 Таґаюйтян (7019 Tagayuichan, 1992 EM1, 1970 EF1, 1994 WY3) — астероїд головного поясу.
Тіссеранів параметр щодо Юпітера — 3,506.